# Radio France
Radio France és l'empresa de ràdio pública de França. Es tracta d'una societat nacional de la qual l'Estat és únic propietari a través de l' Agence des participations de l'État.
Fou fundada en 1975 amb la dissolució de l'Office de Radiodiffusion Télévision Française i la unió dels seus quatre radis en un nou grup radiofònic. En l'actualitat gestiona sis cadenes nacionals (France Inter, France Info, France Culture, France Musique, FIP i Mouv'); una xarxa regional de 44 emissores locals (Ici), quatre orquestres i cors, un segell discogràfic i un arxiu de programes. La seva seu és la Maison de la Ràdio en el XVI Districte de París.
La ràdio pública internacional, Radio France Internationale, és independent de Radio France des de 1987.
El servei públic audiovisual francès (compost per Radio France, France Télévisions i France Médias Monde) forma part de la Unió Europea de Radiodifusió des de la seva creació en 1950.

## Història

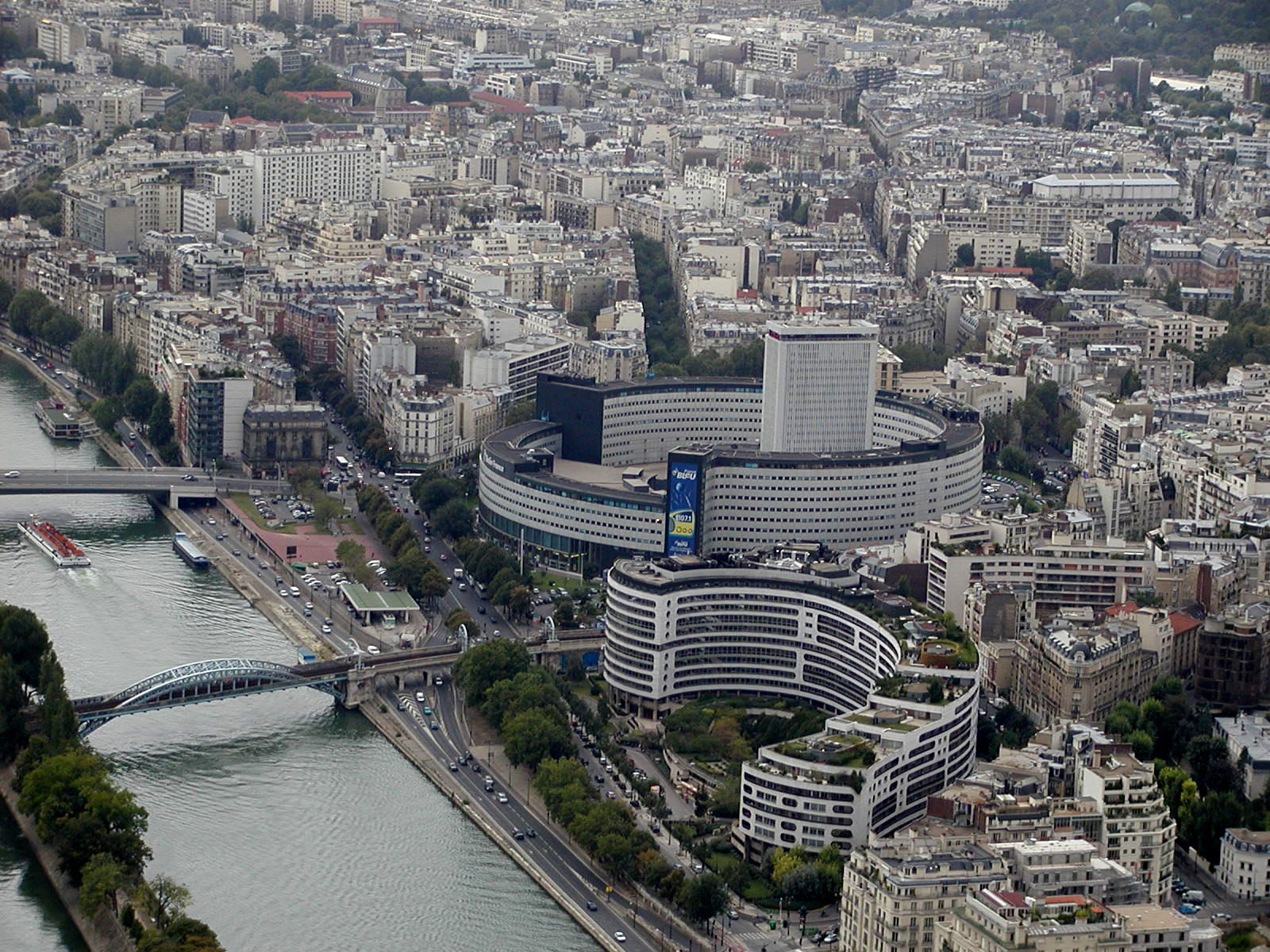
Vista de la seu de Radio France (Maison de la Radio) des de la Torre Eiffel

França ha comptat amb diferents organitzacions de radiodifusió pública al llarg de la seva història. En els seus primers anys, els mitjans públics francesos estaven agrupats en l'empresa «Radiodiffusion Nationale» (RN, 1939-1945), després «Radiodiffusion Française» (RDF, 1945-1949), més tard «Radiodiffusion Télévision Française» (RTF, 1949-1964), posteriorment «Office de Radiodiffusion Télévision Française» (ORTF, 1964-1975). El govern francès va dissoldre l'ORTF en 1975 i la va reemplaçar per societats nacionals: Radio France (ràdio); TF1, Antenne 2 i FR3 (televisió); SFP (productora), TDF (teledifusió) i INA (arxius audiovisuals).
Pel que fa a la ràdio, Radio France es va posar en marxa l'1 de gener de 1975 per a unir en una sola empresa tot el servei radiofònic, compost per una emissora generalista (France Inter, creada en 1947), tres canals temàtics (France Culture, France Musique i FIP) i un nou servei exterior, Radio France Internationale (RFI). La primera presidenta d'aquest grup va ser Jacqueline Baudrier.
En 1980, poc abans que s'aprovessin les radiodifusores privades, Ràdio France va augmentar la seva oferta amb dos canals nacionals temàtics: Radio Bleue (tercera edat, AM) i Radio 7 (joves, FM). A més va crear els seus tres primeres emissores locals en Lilla, Mayenne i Melun, amb programació de proximitat. En 1982, el grup va assumir la gestió de les 29 emissores de ràdio regionals controlades per FR3, mentre que les emissores dels departaments d'Ultramar van ser traspassades a una nova empresa, RFO.
Des de 1987, Radio France Internationale esdevingué una empresa independent de Radio France. Aquest mateix any, el grup va tancar Radio 7 i va establir en el seu lloc l'emissora d'informació contínua France Info, amb butlletins cada mitja hora i continguts de servei públic. L'emissora juvenil no es reprendria fins a 1997 amb la posada en marxa de Le Mouv'.
El 4 de setembre de 2000 es va crear la cadena de ràdios regionals France Bleu, que unificava les diferents emissores locals en fusionar-les amb Ràdio Bleue. A partir d'aquest moviment va haver-hi una reordenació de freqüències, per la qual France Info es va quedar totes les emissores en AM i Le Mouv' va poder augmentar la seva cobertura en FM.
Radio France va iniciar la transmissió digital d'àudio i la pujada de tots els seus programes recents en podcast a partir de 2006.
En 2015, Radio France va entrar en dèficit per primera vegada en la seva història perquè va haver d'assumir el cost de reformar la seva seu social, la Maison de la Radio. Després que es filtressin plans relatius a un expedient de regulació d'ocupació que afectaria 350 treballadors, els sindicats van convocar una vaga que va durar 28 dies per a denunciar l'«escanyament pressupostari» i reclamar una menor dependència estatal en l'assignació de fons. Finalment, la direcció va presentar un pla alternatiu per a eliminar 270 ocupacions a través de baixes incentivades.

## Serveis
Ràdio France gestiona una xarxa de sis emissores nacionals, una xarxa de 44 emissores regionals dins de la França metropolitana i una base de programes per a emissores independents.
- France Inter: emissora generalista, disponible en AM i FM. Les seves emissions van començar el 16 de febrer de 1947.
- France Info: radio d'informació contínua, disponible en AM i FM. Va ser inaugurada l'1 de juny de 1987.
- France Culture: canal cultural i educatiu. Va començar a emetre en 1944 de forma clandestina durant la Segona Guerra Mundial i sota la direcció de Pierre Schaeffer.
- Ici: xarxa de 44 emissores regionals amb programació comuna i desconnexions locals. L'estació central és «Ici Paris Île-de-France» des de París.
- France Musique: emissora de música clàssica, jazz i acadèmica contemporània. Ofereix els concerts dels cors i orquestres de Radio France. Compta amb set emissores digitals.
- FIP: ràdio musical que cobreix tots els estils contemporanis sense distinció. Va ser creada en 1971. Compta amb set emissores digitals.
- Mouv': emissora musical per al públic jove (15 a 29 anys), especialitzada en pop, hip-hop, i urban. Compta amb sis emissores digitals.
- Sophia: arxiu de programes per a ràdios comunitàries i ràdios per internet.

Ràdio France és propietària del 15% d'Arte France, posseeix un segell discogràfic (Ocora Ràdio France) i s'encarrega de mantenir el Museu de Radio France, situat dins de la seva seu.

## Orquestres i cors

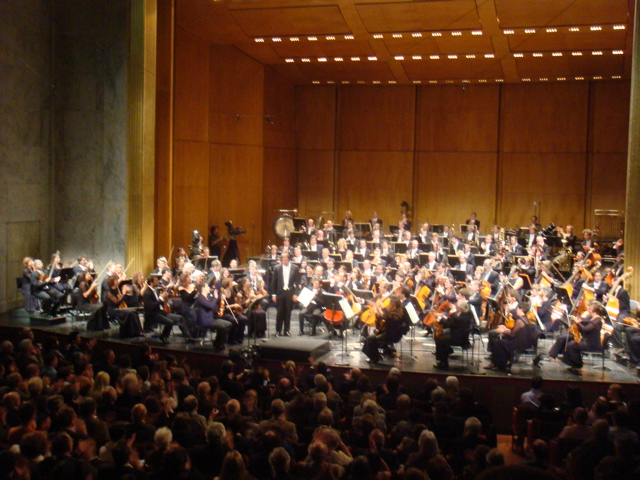
Orquestra Nacional de França (2009).

Junt amb les emissores de ràdio, la filial «Les Concerts de Radio France» s'encarrega del manteniment de les orquestres i cors de l'antiga Radiodiffusion Télévision Française.
- Orquestra Nacional de França: orquestra simfònica creada en 1934 i hereva de la tradició interpretativa de la música francesa. El seu primer director va ser Désiré-Émile Inghelbrecht, qui va impulsar un ampli repertori d'autors clàssics al qual després es van afegir contemporanis francesos. És considerada una de les orquestres més prestigioses entre les radiodifusores europees. Actualment està dirigida per Daniele Gatti.[10]
- Orquestra Filharmònica de Radio France: orquestra filharmònica fundada per Eugène Bigot en 1976 com a «Orquestra Radiosinfónica de la RTF». Compta amb més de 140 músics i el seu repertori aborda clàssics contemporanis des del segle xviii fins als nostres dies. L'actual director d'orquestra és Mikko Franck.[11]
- Cor de Radio France: cor amb més de 110 artistes lírics, l'objectiu dels quals és donar a conèixer la tradició coral francesa. Va ser fundat en 1947 i el seu actual director és Matthias Brauer.[12]
- Maîtrise de Radio France: escolania a la qual pertanyen més de 150 joves entre 9 i 17 anys, els qui reben formació musical d'alt nivell. Oberta des de 1946, el seu actual directora és Sofi Jeannin.[13]

La seu de les orquestres és l'Auditori de la Maison de la Radio de París, inaugurat en 2014 i amb capacitat per a 1.461 espectadors. En el mismo lugar se encuentra el «Studio 104» con 852 localidades.
A més, Les Concerts de Radio France organitza dos festivals de música: Présences (música acadèmica contemporània) i Présences électronique (música electrònica i acústica).

## Organització

### Seu i objectius
Radio France és una societat anònima sotmesa a la legislació francesa, les accions de la qual estan controlades al 100% per l'estat a través de l' Agence des participations de l'État. La seu de tots els actius (emissores i orquestres) està centralitzada en la Maison de la Ràdio, un edifici dissenyat per Henry Bernard que està situat en l'avinguda del President Kennedy del XVI Districte de París.
Com a membre del servei públic audiovisual francès (juntament amb France Télévisions), la radiodifusora té obligacions de servei públic i ha de representar a tots els francesos. Per a això es regula la seva activitat a través de lleis i contractes d'objectius, amb especial atenció al pluralisme i la diversitat. L'àmbit d'emissió de Radio France està limitat a la França metropolitana, perquè la ràdio als departaments d'ultramar correspon a Réseau Outre-Mer, integrada a France Télévisions.
En 2015, la plantilla de Radio France estava formada per 4.658 empleats.

### Organismes
El principal organisme dins de Radio France és el Consell d'Administració, compost per un president (que farà les vegades de director general) i 12 membres amb mandats limitats a cinc anys. El director general és la màxima autoritat administrativa, designat pel Consell Superior Audiovisual (CSA). La resta de membres són triats de la següent forma: 4 personalitats independents pel CSA, 4 de l'estat, 2 del parlament i 2 dels treballadors de l'empresa, als quals ha de sumar-se un representant de la missió de control. L'actual director per al període 2014-2019 és Mathieu Gallet.
Por debajo de la dirección general hay tres organismos: el Comité Ejecutivo (funciones ejecutivas), el Comité Editorial (dirección de emisoras) y el Comité Operacional (otros departamentos). El director general se encarga de nombrar a los directores de las emisoras y de los distintos departamentos que conforman el organigrama.
EPer sota de la direcció general hi ha tres organismes: el Comitè Executiu (funcions executives), el Comitè Editorial (direcció d'emissores) i el Comitè Operacional (altres departaments). El director general s'encarrega de nomenar als directors de les emissores i dels diferents departaments que conformen l'organigrama.
En 2013, Radio France i l'Institut de França es van unir per a crear la Fondation musique et radio.

### Financiació
Radio France segueix un sistema de finançament mixt a través d'impostos directes, publicitat i venda de continguts.
La seva principal font d'ingressos és un impost anual, la contribution à l'audiovisuel public, de la que Radio France pren el 18% del recaptat perquè la majoria para a France Télévisions. Hauran de pagar-lo totes aquelles llars que tinguin almenys un televisor o qualsevol dispositiu (excepte computadores) que pugui oferir programes de televisió, independentment de l'ús que li donin. La quantia es revisa cada any: els habitants de la França metropolitana van pagar 137 euros en 2015, mentre que en els departaments d'ultramar van pagar 87 euros. El pagament és obligatori, i es fa front al mateix temps i en les mateixes condicions que el de l'impost sobre l'habitatge.
Pel que fa a ingressos comercials, només quatre emissores poden emetre publicitat (France Inter, France Info, Ici i Mouv') i aquesta no ha de superar sota cap concepte els 15 minuts per dia.